# August Louis Detlev von Schrader
August Louis Detlev von Schrader (født 13. februar 1810 i Harburg, død 17. januar 1859 på Gut Bliestorf) var en lauenborgsk godsejer, landråd og politiker.

## Virke
Schrader var søn af overforstmester Georg August von Schrader (1777-1834) til godset Kulpin ved Ratzeburg. Han studerede fra 1827 jura ved universitetet i Göttingen og blev der medlem af studenterkorpset Corps Lunaburgia Göttingen. Fra sin fader arvede han godserne Bliestorf, Grienau (Grinau) og Kastorf, og på Bliestorf lod han ca. 1843 opføre en ny hovedbygning.
Han var landråd i Hertugdømmet Lauenborg, kgl. dansk kammerherre, og fra 1848 til 1853 havde Schrader sæde i det lauenborgske parlament. I 1854 udnævnte kong Frederik VII ham til talsmand for ridderskabet (Ritter- und Landschaft des Herzogtums Lauenburg) og til medlem af det kommende Rigsråd. Han sad i Rigsrådet indtil 1858, hvor Holsten og Lauenborg blev udskilt fra helstaten og dermed fra Rigsrådet.

## Familie
Schrader giftede sig 12. september 1843 med Adolfine Friedericke von Beulwitz (født 17. juni 1817 i i Celle, død 23. februar 1888 i Braunschweig), datter af kgl. hannoveransk overappelationsrets-præsident Anton Friedrich von Beulwitz og Helene von Hedemann. De fik fire børn:
1. Henriette Friedericke Louise, ægtede 30. august 1863 i Dresden Friedrich August von Polenz
2. Hypolite Wilhelmine
3. Dorothea Elisabeth Ottilie
4. Karl Ernst Adolf